# Wadi (India)
Wadi is een census town in het district Gulbarga van de Indiase staat Karnataka. 

## Demografie
Volgens de Indiase volkstelling van 2001 wonen er 30038 mensen in Wadi, waarvan 51% mannelijk en 49% vrouwelijk is. De plaats heeft een alfabetiseringsgraad van 54%. 